# Вук Врчевић
Вук Врчевић (Рисан, 26. фебруар 1811 — Дубровник, 13/25. август 1882) био је је српски публициста и сакупљач народних лирских пјесама. Врчевић је био сарадник Вука Караџића. Његови оригинални радови, као и сакупљене народне умотворине објављени су у петнаестак посебних књига.

## Биографија
Вук Врчевић се родио у Рисну 26. фебруара 1811. од оца Стефана и мајке Тоде. Отац Стефан је био писар и учитељ у Рисну, па је прво образовање (италијански језик и математику) Вук Врчевић добио је од свог оца. Као дјечак је радио и помогао свом оцу у општинској писарници. Послије једне свађе са оцем, прешао је у Будву. Ту је почео да се бави трговином и научио је њемачки језик.
Нови црногорски владика Петар II Петровић Његош му је понудио посао владичиног писара на Цетињу, али Врчевићу родитељи нису дозволили да ступи у владичину службу.
Упознао се са Вуком Караџићем 1835. приликом Караџићеве посјете Црној Гори. Од тада се дописивао и сарађивао са Караџићем на сакупљану народних лирских пјесама. Био је трговац, општински писар и учитељ у Будви, Грбљу, родном Рисну и Котору. Године 1836. Вук Врчевић на позив владике Његоша дошао у манастир Маине гдје је преписивао Његошево дјело „Слободијаду“ које је Његош намјеравао посветити руском престолонасљеднику Александру.
Своје прво дјело Вук Врчевић је штампао 1839. године у Српско-далматинском магазину. Године 1852. Вук Врчевић на Цетињу је постао секретар књаза Данила Петровића. Поред секретарског посла, књаз Данило га је одредио и за свог учитеља за италијански језик.
Врчевић је од 1855. до 1861. радио у Задру код гувернера Лазара Мамуле. Од 1861. године постављен је за аустријског вицеконзула у Требињу. Сарађивао је са Луком Вукаловићем за вријеме буна у Херцеговини. Био је сарадник новина Црногорац и Глас Црногорца. Послије аустроугарске окупације Босне и Херцеговине, конзул у Требињу није био потребан Аустроугарској, па се Врчевић пензионисао и прешао да живи у Дубровник до краја живота. Умро је 13/25. августа 1882. године у Дубровнику.
Врчевић је био почасни члан Српског ученог друштва од 16. фебруара 1868. године, витез црногорског ордена књаза Данила I и ордена аустријскога Фрање Јосифа. Поводом 25 година смрти његовог оца, Глас Црногорца је објавио 1907. године оглас Вуковог сина Стевa. Син га назива српским књижевником и народ обавјештава о помену у Влашкој цркви на Цетињу. Исте 1907. године му умире и син Стево.

## Дјела
- Мале женске херцеговачке пјесме, с додатком на крају „херцеговачке напијалице"
- Народне приповијетке
- Народне свакојаке игре
- Читава књига одговора на 347 питања Загребачке Академије о правним обичајима народним
- Народне пословице (3700)
- Народне загонетке (800)
- Три књиге народних јуначких пјесама
- Пјесме које само Турци Херцеговачки пјевају
- Народно сујеверје и тумачење снова
- Друга књига народних приповиједака
- Друга књига народних игара
- Цркве и манастири у Херцеговини
- Главни догађаји за владе Кнеза Данила
- Живот Владике Рада Петра Петровића II